# 鎌倉シネマワールド
鎌倉シネマワールド（かまくらシネマワールド）は、松竹が創業100周年を記念して、1995年10月10日に開設した体験型テーマパークである。神奈川県鎌倉市大船にあった松竹大船撮影所内に開設された。「カルチャーテインメント」（カルチャーとエンターテインメントの合成語）をコンセプトとした映画テーマパークであり、松竹が運営していた。当初は話題を集めたが、開設2年目以降入場者が減少し、開設3年後の1998年12月16日に閉館した。

## 施設
地上2階地下2階建て、延べ約28,000平方メートルの敷地内に、「日本映画ゾーン」「アメリカンシネマゾーン」「フューチャーゾーン」の3つのテーマゾーンが設けられた。

### 日本映画ゾーン
1階は「日本映画ゾーン」で、『男はつらいよ』のセットを実物大やミニチュアで再現する他、時代劇の町並みを再現した「時代街」、小津安二郎の映画撮影シーンのセットなど、映画の歴史や仕組みなどを体験できるコーナーが設置されていた。
この他、歩行型および3Dサウンドシステム採用型の2種類のお化け屋敷などのアトラクションがあった。松竹の役者による忍者ショーや殺陣のショーでは室町大助率いる劇団☆冗談パラダイスの時代劇チャンバラショーが定期的に公演されていた。
余談だが室町は施設内「大統領のクリスマスツリー」の女性モデルと、イベント内で新郎役を披露することもあった。

### アメリカンシネマゾーン
2階は、黄金期の古き佳きハリウッドの町並みを再現した「アメリカンシネマゾーン」である。鎌倉シネマワールドは構造上、エントランスを抜けると、このゾーンに入る設計となっていた。
「アメリカンシネマゾーン」には、オープン当初から、アメリカ直輸入のディズニーキャラクターショップや回転木馬が設置されていた。
この他SFX（ブルーバック合成）をリアルタイムで体験できるアトラクション「シネマ・スタジオ」をはじめ、ライド型アトラクション「ファンタジックシネマライド」などがあった。

### フューチャーゾーン
3階は、未来宇宙世界をテーマとした「フューチャーゾーン」である。このゾーンは当初「未来ゾーン」と呼ばれていた。
このゾーンには、ライド型アトラクション「アドベンチャーフライト」や、宇宙人型ロボットによるショー「スペーススタジオ」などがあった。
また、このゾーンには、日本マクドナルドも未来宇宙をテーマとした店舗を出店していた。

### キッズランド
屋上階には、『トムとジェリー』といったアメリカンアニメのキャラクターを中心とした子どものためのプレイランド「キッズランド」があった。
キッズランドには、オープン半年後の1996年4月27日にはビデオシアターである鎌倉サテライトシアターがオープンした。1998年の『映画館名簿』によると、鎌倉サテライトシアターは79席で邦画・洋画ともに上映するシアターである。

## 歴史
松竹創立100周年記念事業として松竹大船撮影所の敷地内に建てられ、1995年10月10日にオープンした。総事業費は150億円。“永遠に完成されることのないワールド”として、建築確認申請にあたっては、将来の改装・改造を前提にセットとして許可を得ていた。
1995年の開園前後に松竹から販売されたビデオソフトには、シネマワールドの紹介CMや撮り下ろしのコーナーが収録されているものもある。それらには当時松竹の看板女優だった羽田美智子が出演している。松竹系映画館でも、予告前に羽田が「行こうよ! 鎌倉シネマワールド!」とカメラ目線で呼びかけながら施設内を行くコマーシャルを頻繁に上映していた。
しかし、オープンから2年目（1996年）以降は『男はつらいよ』主演の渥美清死去もあり、入場者数は激減。1998年2月期の決算では16億円もの巨額な赤字を出し、営業継続も困難となったため、オープンからわずか3年余りの1998年12月15日をもって閉鎖された。

## 跡地・設備利用
- 『男はつらいよ』のオープンセットの一部は東京都葛飾区柴又にある『葛飾柴又寅さん記念館』に移設、展示されている。

- 2003年、跡地を鎌倉女子大学が取得。近隣の岩瀬キャンパスから大学と短期大学部を移転させ、同校の大船キャンパスとなっている。キャンパスの一部に、シネマワールド時代の看板が残されていたが、2010年代に保存のため撤去された。